# Nesta Davies
Nesta Davies – brytyjska łyżwiarka figurowa, startująca w parach tanecznych z Paulem Thomasem. Wicemistrzyni świata (1954) oraz wicemistrzyni Europy (1954).

## Osiągnięcia
Z Paulem Thomasem
| Mistrzostwa świata | 4 | 2 |
| Mistrzostwa Europy |   | 2 |